# Tibouchina bergiana
Tibouchina bergiana är en tvåhjärtbladig växtart som beskrevs av Célestin Alfred Cogniaux. Tibouchina bergiana ingår i släktet Tibouchina och familjen Melastomataceae. Inga underarter finns listade i Catalogue of Life.